# 消费税 (新加坡)
消费税（英語：Goods and Services Tax，简称“GST”），又稱「商品及服務稅」，是新加坡徵收的增值稅，現行稅率為9％（2024年1月1日起）。新加坡对商品进口以及几乎所有商品和服务供应征税。唯一的豁免是住宅物业的销售和租赁、投资贵金属的进口和当地供应以及大多数金融服务。货物和国际服务的出口为零税率。

## 背景
1986年之前，新加坡的企业所得税率和最高边际个人所得税率均保持在40%。如此高的利率被认为是没有竞争力的。根据1986年经济委员会的建议，新加坡政府决定需要从征收直接税转向间接税，以保持其在吸引投资方面的国际竞争力，并维持其经济增长，为新加坡人创造高薪工作。

## 实施
| 日期         | 税率 | 描述 | 来源                    |
| ------------ | ---- | --- | ----------------------- |
| 1994年4月1日 | 3%   | 开始征收消费税                                                                                                   | [ 3 ]                   |
| 2003年1月1日 | 4%   | 税率增加 | [ 3 ]                   |
| 2004年1月1日 | 5%   | 税率增加 | [ 3 ]                   |
| 2007年7月1日 | 7%   | 时任财政部第二部长尚达曼于2007年2月15日宣布在此日将税率增至7%                                                    | [ 4 ]                   |
| 2023年1月1日 | 8%   | 政府原计划于2021至2025年间将税率上调至9%，后因考虑到2019冠状病毒病疫情所造成的影响而将增税计划推迟至2022年之后。 | [ 5 ] [ 6 ] [ 7 ] [ 8 ] |
| 2024年1月1日 | 9%   | 政府原计划于2021至2025年间将税率上调至9%，后因考虑到2019冠状病毒病疫情所造成的影响而将增税计划推迟至2022年之后。 | [ 5 ] [ 6 ] [ 7 ] [ 8 ] |

政府于1994年4月1日以3%的单一税率实施消费税，并保证至少五年内不会提高税率。为了缓解消费税对新加坡家庭的影响，政府推出了一项税款抵消方案。同时，企业税率下调3%至27%，最高边际个人所得税税率下调3%至30%。最初征收的3%消费税率曾是世界上最低的消费税率之一，因为征收该税的主要目的并非是要产生可观的税收，而是让人们适应税收。
2002年，经济审查委员会审查了新加坡的税收政策，并建议有必要进行进一步的税收改革以引入新的投资。该委员会指出，其他国家正在积极降低直接税率以吸引国际流动资本和劳动力，并建议政府更多地依靠消费税来获得税收，同时再次通过一揽子抵消方案来缓冲赋税对新加坡家庭的影响。
政府接受了委员会的建议。消费税税率在2003年从3%提高到4%，并在2004年提高到5%。每一次提高都伴随着一个补偿方案，旨在使新加坡普通家庭在消费税率的提高的情况下，生活成本增加之后整体适应状况仍然较好。在提高消费税之后，直接税率也相应降低。

### 提高至7%
2007年2月15日（该年度财政预算案发表当天），时任财政部第二部长尚达曼宣布，自2007年7月1日起，消费税税率将提高至7%。
增税伴随着一项抵消方案，以帮助新加坡人适应税率的提高。该计划将在五年内花费政府40亿新元。
政府也降低了直接税率，延续了自 1986 年以来降低直接税率的做法。截至2010年，公司税的最高边际税率为17%，个人所得税为20%，使实际税率要低得多。
作为善意的表示，并为了帮助低收入群体应付日常开销，几家连锁超市都在增税后的1个月至6个月不等吸收了这2%的税率增长。它们包括冷藏公司超市、巨人超市、职总平价超市和昇菘超市。除了平价超市，职工总会（NTUC）还吸收了 NTUC Foodfare、NTUC Childcare、NTUC LearningHub、NTUC Club 和 NTUC Healthcare 旗下商品与服务六个月的2%价格涨幅。

### 数字服务征税
2018年2月19日（该年度财政预算案发表当天），财政部长王瑞杰宣布将对进口数字服务征收消费税，该政策于2020年1月1日生效。这一变化是为了确保本地和海外服务在税收制度中得到公平对待。

### 取缔牟取暴利委员会（CAP）
政府于1994年和2007年7月均设立取缔牟取暴利委员会（简称“CAP”），旨在调查以消费税增加为借口的暴利或不合理价格上涨的投诉和反馈。

### 提高至9%
消费税计划在2021年至2025年之间的某个时间点从7%提高到9%。提高税率的主要理由是为未来的基础设施项目和现有基础设施的改造积累资金，增加社会支出以帮助应对日益老龄化的人口也被认为是次要原因。
鉴于2019冠状病毒病疫情所带来的不确定性，消费税的上调将推迟到2022年之后，政府也在2020年提出60亿新元的“定心与援助配套”（英語：Assurance Package），以缓冲增税开始时所造成的影响。消费税的上调后来再次推迟，分两个阶段进行；2023年1月1日先上调至8%，到2024年1月1日上调至9%。政府还将在60亿新元的“定心与援助配套”中增加6.4亿新元，使其总值达66亿元。

### 低价值进口商品征税
2021年2月16日（该年度财政预算案发表当天），财政部长王瑞杰宣布将从2023年1月1日起对通过空运和海运进口的低价值商品征收消费税，确保本地和海外供应商得到公平对待。

## 批评

### 税收累进性
一些批评者认为 GST 是一种累退税，这意味着穷人支付的费用占其收入的百分比高于富人。然而，支持者认为，如果纳税不是以收入的百分比表示，而是以终生消费的百分比表示，则 GST 可以被视为比例税；储蓄和投资是延税的，当转换为消费时，要缴纳 GST。其他人指出，更重要的问题不是 GST 是否具有累退性，而是 GST 是否比替代的间接税，即销售税、消费税和流转税（不是所得税，因为那是直接税）更具累退性。此外，他们认为影响贫困和公平的不是任何特定税收的影响，而是整个税收结构的影响，以及税收收入的重新分配方式。当商品及服务税与累进税相结合，并将收入分配给穷人时，总的财政结构可以是累进的。 
为了保持总税收和个人转移支付的累进性，新加坡降低了低收入者的所得税，并为低收入群体设立了直接转移支付，从而降低了大多数新加坡家庭的整体税收负担。这些抵消包括降低所得税、降低财产税、公共住房租金和服务费的回扣，以及对健康、教育和社区服务的额外补贴。由于 1994 年的所得税减免、额外的税收减免和退税，大约 70% 的曾经缴纳所得税的个人不再需要缴纳所得税。 
新加坡政府辩称，商品及服务税本身是一种统一税，但它是高度累进的整体财政体系的一部分：高收入者缴纳的税款占其收入的最高部分，而且支出也更多。考虑到所有税收（所得税、财产税、商品及服务税和其他间接税），收入最高的 10% 的家庭占已缴税款的 38%，而收入最高的 20% 的家庭贡献了所有税款的 53%。 相比之下，低收入者获得的转移支付远远多于他们缴纳的税款。 中低收入家庭实际上缴纳了“负”税。从 2006 年到 2010 年，新加坡第二个家庭（按工作收入排名）收到的转移支付（扣除所有已缴税款）占其收入的 23%，第 5 个家庭收到的转移支付扣除了已缴税款，而有效的最高十分位数的税率为 11%。 特别是，当 GST 税率在 2007 年 7 月从 5% 提高到 7% 时，位于底层 20% 的家庭必须每年额外支付 $370的 GST，但除了永久收入外，还可以获得每年 $910 的补偿方案。每年$1000的福利。 

### 呼吁免除基本必需品的消费税
一些批评者认为，食品和医疗保健等基本必需品应免征商品及服务税，以帮助低收入家庭。政府认为，拥有此类豁免实际上会比较贫穷的新加坡人更能帮助高收入者，因为与低收入家庭相比，富裕家庭通常在必需品（无论是食品、医疗保健或其他基本必需品）上花费更多。此外，低收入家庭不会从这种豁免中获得太多好处，因为必需品支出只占低收入家庭支出的一小部分。例如，对于底层 20% 的家庭，基本食品仅占家庭总支出的 6%；在包括所有其他食品后，总额仅为他们支出的 15%。 
如果必需品免征商品及服务税，则需要通过提高其他商品和服务的消费税率来弥补收入短缺，而低收入家庭也必须承担这些商品和服务。政府辩称，其他国家的经验表明，给予豁免会扭曲生产和消费决策，并导致确定应豁免的商品和服务的过程充满争议且高度复杂。这将增加企业的合规和管理成本，这些成本将转嫁给消费者。
此外，其他国家的经验表明，豁免或减少某些商品的 GST 并不意味着节税将转嫁给消费者。  因此，GST 应保持广泛的基础，以保持 GST 低和 GST 制度简单，同时通过转移和补贴直接向低收入者提供帮助。 此外，自 1994 年推出 GST 以来，政府一直为公立医院和综合诊所的所有受资助患者全额征收 GST。接受长期护理服务的所有受资助患者也已征收 GST。 

### 呼吁降低消费税税率
为了应对不断上涨的生活成本，反对派成员呼吁降低消费税率。新加坡政府辩称，降低消费税率将使富人受益多于穷人，因为大部分商品及服务税是从外国人和高收入者那里征收的。 2010 年，84.2% 的 GST 是从外国人和前 40% 的新加坡家庭收取的，而底层 20% 的家庭只贡献了所有 GST 的 4%。政府辩称，由于商品及服务税是向低收入者提供转移支付的财政体系的核心部分，因此降低消费税率将代价高昂且不公平，并使政府用于帮助低收入者的资源减少。 